# Kim Seung-yong
Kim Seung-yong (14 de março de 1985) é um ex-futebolista profissional sul-coreano que atuava como meia.

## Carreira
Kim Seung-yong representou a Seleção Sul-Coreana de Futebol nas Olimpíadas de 2008.